# Nicolás Vilaplana
Nicolás Vilaplana fue un xilógrafo español del siglo XIX.

## Biografía

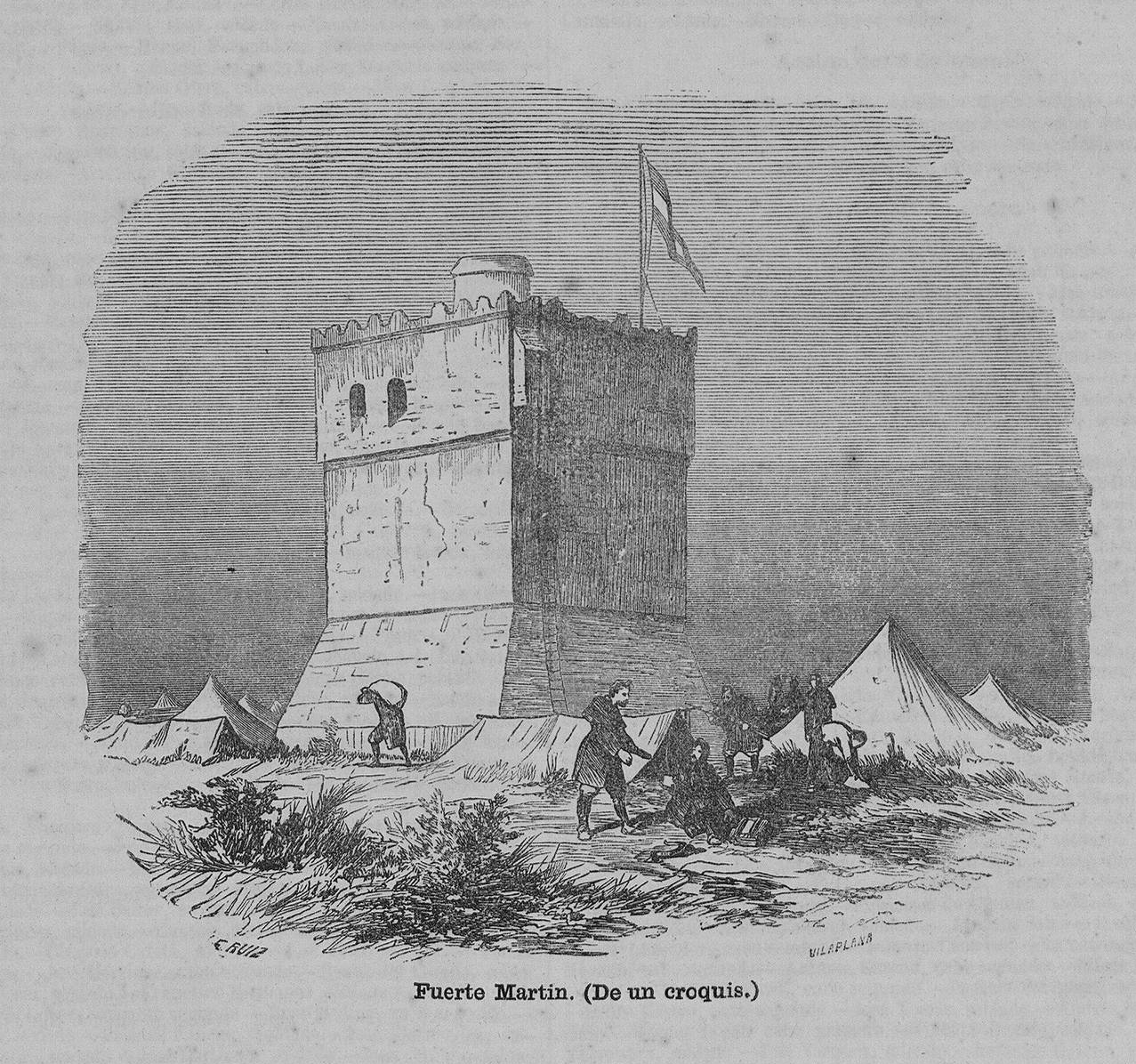
Fuerte Martin. Xilografía de «Vilaplana» de un dibujo de F. Ruiz realizado a su vez a partir de un croquis (Álbum de la guerra de África (1860)

Grabador en madera del siglo XIX, sus trabajos aparecieron publicados en diversas obras y publicaciones periódicas de la épocas, entre las que figuraron títulos de revistas como La Ilustración, Semanario Pintoresco y La Lectura para todos, además de libros como Baladas españolas y la Historia del Escorial de Antonio Rotondo, entre otras.